# کتابخانه ملی فلسطین
کتابخانه ملی فلسطین (عربی: المکتبة الوطنیة الفلسطینیة‎) یک کتابخانه ملی است که در رام‌الله، در کرانه باختری، فلسطین واقع شده است. این کتابخانه در سال ۲۰۱۹ تأسیس شد و در سردا، روستایی در نزدیکی رام‌الله، واقع شده است. این کتابخانه مساحتی بالغ بر ۴٬۷۰۰ متر مربع را دربر گرفته است و به عنوان منبعی از میراث فرهنگی و دانش فلسطینی‌ها عمل می‌کرد.
ایهاب بسیسو در سال ۲۰۱۹ به عنوان اولین رئیس کتابخانه منصوب شد.
مجموعه کتابخانه شامل کتاب، مجله، نسخه‌های خطی، نقشه، عکس و سایر موارد مربوط به تاریخ، فرهنگ و جامعه فلسطین است. این کتابخانه همچنین مطالبی مربوط به مناقشه اعراب و اسرائیل و فلسطینی‌های پراکنده را جمع‌آوری می‌کند. این بزرگ‌ترین کتابخانه در فلسطین است و در زمان تأسیس خود بیش از ۲۰۰٬۰۰۰ کتاب و اقلام دیگر را در خود جای داده است. این کتابخانه در ماه ژانویه ۲۰۲۳ به فدراسیون بین‌المللی انجمن‌ها و مؤسسات کتابداری پیوست.
از زمان تأسیس، این کتابخانه برای تأمین بودجه کافی جهت پوشش هزینه‌های عملیاتی و حقوق کارکنان با مشکل مواجه بوده است.